# Zebina villenai
Zebina villenai is een slakkensoort uit de familie van de Rissoidae. De wetenschappelijke naam van de soort is voor het eerst geldig gepubliceerd in 2000 door Rolán & Luque. De soort komt voor in de Atlantische Oceaan in de buurt van de Kaapverdische Eilanden.